# Lekkoatletyka na Światowych Wojskowych Igrzyskach Sportowych 2019 – rzut oszczepem kobiet
Rzut oszczepem kobiet – jedna z technicznych konkurencji lekkoatletycznych rozegranych w dniu 25 października 2019 roku podczas 7. Światowych Wojskowych Igrzyskach Sportowych na kompleksie sportowym WH FRSC Stadium w Wuhanie.

## Terminarz
| Data                      | Godzina (UTC+08:00) | Wydarzenie |
| ------------------------- | ------------------- | ---------- |
| 25 października 2019(dts) | 19:05               | Finał      |

## Rekordy
Tabela prezentuje rekord świata, a także rekord Igrzysk wojskowych (CSIM) przed rozpoczęciem mistrzostw.
|                                   | Zawodnik          | Wynik | Miejsce   | Data                      |
| --------------------------------- | ----------------- | ----- | --------- | ------------------------- |
| Rekord świata                     | Barbora Špotáková | 72,28 | Stuttgart | 13 sierpnia 2008(dts)     |
| Rekord Igrzyska wojskowych (CSIM) | Zhang Li          | 59,96 | Hyderabad | 18 października 2007(dts) |

## Uczestnicy
Jedno państwo mogło zgłosić maksymalnie dwóch oszczepników. Do zawodów zgłoszonych zostało 7 zawodniczek reprezentujących 7 kraje. Złoty medal zdobył Chinka Zhang Li, srebrny Brazylijka Laila Ferrer, a brązowy Lankijka Nadeeka Lakmali. Rzut Zhang Li na odległość 63,06 m jest nowym rekordem Igrzyska wojskowych.

## Medaliści
| Złoto            | Srebro                  | Brąz                        |
| Zhang Li · Chiny | Laila Ferrer · Brazylia | Nadeeka Lakmali · Sri Lanka |

## Finał
| Pozycja | Zawodnik            | Reprezentacja     | #1    | #2    | #3    | #4    | #5     | #6    | Rezultat | Uwagi |
| ------- | ------------------- | ----------------- | ----- | ----- | ----- | ----- | ------ | ----- | -------- | ----- |
| 1 !     | Zhang Li            | Chiny             | 58,77 | 61,13 | 63,06 | x     | –      | –     | 63,06    | [ 7 ] |
| 2 !     | Laila Ferrer        | Brazylia          | 51,83 | 53,74 | 56,02 | 52,35 | 54,97} | 55,13 | 56,02    |       |
| 3 !     | Nadeeka Lakmali     | Sri Lanka         | 51,52 | 51,29 | 51,70 | 52,73 | 51,41  | 52,37 | 52,73    |       |
| 4       | Avione Allgood      | Stany Zjednoczone | 48,80 | 52,68 | x     | 51,96 | x      | x     | 52,68    |       |
| 5       | Géraldine Ruckstuhl | Szwajcaria        | 45.57 | 49,74 | 46.65 | x     | x      | 49.64 | 49,74    |       |
| 6       | Ana Mirela Țermure  | Rumunia           | x     | 41,88 | x     | x     | x      | x     | 41,88    |       |
| 7       | Teniesah Cort       | Gujana            | 33,30 | 36,84 | 35,96 | 34,64 | 35,19  | 34,87 | 36,84    |       |

Źródło: Wuhan